# 마담 드 랑발

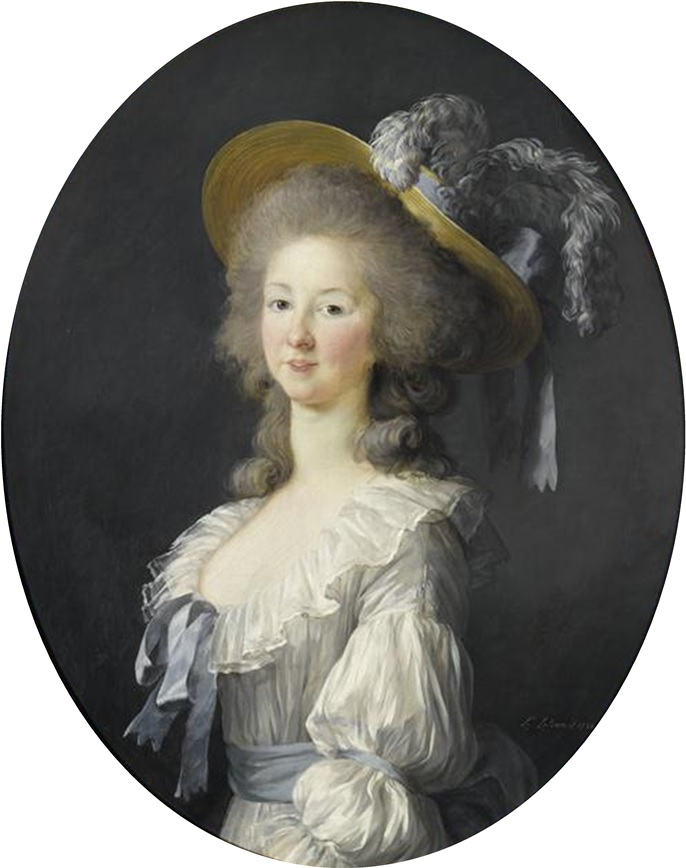
랑발 공작 부인 마리 테레즈 루이즈

마리아 테레자 루이자 디 사보이아카리냐노(Maria Teresa Luisa di Savoia-Carignano, 1749년 9월 8일 ~ 1792년 9월 3일)은 사보이아카리냐노가의 공녀이다. 1767년 랑발 공 루이 알렉상드르 드 부르봉과 결혼하였으나, 다음 해에 18살의 나이로 과부가 되었다.

## 생애
마리아 테레자 루이자는 1749년 사르데냐 왕국 토리노에서 사보이아 왕가의 일족 사보이아카리냐노가 출신인 카리냐노 공작 루이지 비토리오(사르데냐 국왕 카를로 알베르토의 증조부)와 크리스티네 폰 헤센로텐부르크 방백 영애 사이에 넷째로 태어났다. 1767년 그녀는 프랑스 국왕 루이 14세의 증손 랑발 공작 루이 알렉상드르와 결혼하여 랑발 공작 부인 마리 테레즈 루이즈가 되었다. 그러나, 다음 해인 1768년 남편과 사별했다.
1770년에 오스트리아에서 마리 앙투아네트가 프랑스에 시집 온 그 해에 랑발 공작 부인이 프랑스 궁정에서 모시게 되었다. 마리 앙투아네트는 랑발 공작 부인을 대단히 마음에 들어하여, 그녀를 궁녀장에 임명했다. 그러나 1776년 무렵부터 폴리냑 백작 부인에게 마리 앙투아네트의 총애가 넘어가면서, 랑발 공작 부인의 궁녀장 지위도 폴리냑 백작 부인에게 빼앗겨 버렸다.
기이하게도, 랑발 공작 부인은 폴리냑 백작 부인과 생일이 같았다. 얌전하고, 순수한 랑발 공작 부인은 마리 앙투아네트의 총애를 받기 위해 아부를 하지 않았지만, 폴리냑 백작 부인은 마리 앙투아네트에게 마음대로 금전을 갈취할 수 있는 여자였다. 그러나 다시 랑발 공작 부인을 총애하여 궁전을 물러나 있었던 그녀를 다시 궁궐로 불러들였다.
1789년, 프랑스 혁명이 발발했다. 폴리냑 백작 부인은 혁명이 일어나자 재빨리 오스트리아로 망명했다. 한편 랑발 공작 부인은 1791년에는 국왕 루이 16세 일가에 대한 원조를 구하기 위해 영국으로 건너가 귀국 후 튈르리 궁전에 참석해 자신의 방을 왕당파와 국왕 일가와 연락소로 제공했다.
1792년 8월 10일 랑발 공작 부인은 왕당파와로 왕비 마리 앙투와네트와 함께 탕플 탑에 투옥되었다. 8월 19일에는 라호루스 감옥으로 옮겨졌다. 9월 3일, 혁명의 정당성을 인정하도록 강요당했으나 응하지 않았기 때문에 그녀가 왕비의 친구이고 왕당파를 혐오하는 민중들에 의해 일어난 《9월 학살》 때 죽임을 당했고, 그 시체는 난도질당했다.